# Kalitta Air
Kalitta Air je americká letecká společnost, která se zabývá nákladní dopravou. Byla založena v roce 2000, sídlí v Michiganu.

## Flotila
Průměrné stáří flotily k roku 2012 bylo 26,9 let. Kalitta Air dříve vlastnila i letouny McDonnell Douglas DC-9.